# FOXP3
FOXP3 (forkhead box P3) is een eiwit dat een belangrijke rol speelt in het immuunsysteem. Het behoort tot de FOX-eiwitten, en functioneert als een belangrijke transcriptiefactor in de ontwikkeling en functie van regulatoire T-cellen.
Regulatoire T-cellen onderdrukken de immuunrespons. Bij kanker kunnen regulatoire T-cellen voorkomen dat het immuunsysteem de tumorcellen aanvalt. Bij auto-immuunziekten kan een tekort aan regulerende T-celactiviteit ervoor zorgen dat immuuncellen de eigen lichaamsweefsels juist aanvallen. FOXP3 is als regulerend eiwit een belangrijke therapeutische target bij deze ziekten.
Het moleculaire mechanisme achter FOXP3-regulatie is nog niet volledig opgehelderd. Het is een DNA-bindend eiwit dat zich bindt aan promotorregio's in T-cellen; het blokkeert daar de expressie van verschillende pro-inflammatoire genen, zodat de T-cel een afweeronderdrukkend (repressief) karakter krijgt. Mutaties van het FOXP3-gen leiden tot ernstige deficiëntie van regulatoire T-cellen.

## Gen en structuur
De menselijke FOXP3-genen bevatten 11 coderende exons. Genoomanalyses plaatsen het FOXP3-gen in de kleine arm van het X-chromosoom (positie Xp11.23). FOXP3 is een eiwit van 431 aminozuren. Het eiwit behoort tot de forkheadfamilie van DNA-bindende transcriptiefactoren. In de immunologie is FOXP3 een specifieke marker van regulatoire T-celpopulaties, zowel nTregs als iTregs.

## Functies en klinische relevantie
In regulatoire T-cellen (Tregs) komt FOXP3 hoog tot expressie. Het is daar als master regulator zowel van belang voor de vorming van nTregs in de thymus als voor de functie van iTregs in de periferie, hoewel nog niet duidelijk is op welke wijze Foxp3 hierbij betrokken is.
Het ontbreken van Tregs als gevolg van een deficiëntie van Foxp3 kan leiden tot een ziektebeeld dat IPEX wordt genoemd (immuundysregulatie, poly-endocrinopathie, enteropathie, X-linked). Dit is een ernstig klinisch beeld met kenmerken van zowel auto-immuunziekten als allergie.